# Powiat iwacewicki
Powiat iwacewicki – powiat województwa poleskiego II Rzeczypospolitej w latach 1935–1939. Jego siedzibą były Iwacewicze. W skład powiatu wchodziło 6 gmin wiejskich i 2 miasta.
Powiat został utworzony 1 kwietnia 1935 (początkowo planowany na 1 kwietnia 1932) po przeniesieniu siedziby władz powiatowych powiatu kosowskiego z Kosowa do Iwacewicz i zmianie jego nazwy na powiat iwacewicki.

## Podział administracyjny

### Gminy
- gmina Iwacewicze
- gmina Kosów (lub gmina Kossów)
- gmina Piaski
- gmina Różana
- gmina Święta Wola
- gmina Telechany

### Miasta
- Kossów
- Różana